# 山脇啓造
山脇 啓造（やまわき けいぞう）は、日本の政治学者。明治大学教授。オックスフォード大学日本研究所客員研究員。
- 東京2020オリンピック・パラリンピック競技大会組織委員会飲食戦略検討会議委員、総務省「多文化共生の推進に関する研究会」座長、東京都多文化共生推進委員会委員長、法務省「在留支援のためのやさしい日本語ガイドラインに関する有識者会議」座長。
- 専門は国際関係論 （外国人政策・移民問題）、多文化共生論。移民統合政策の国際比較、インターカルチュラルシティと多文化共生都市が研究テーマである。
- 世界のボーダレス化に伴い、国籍や民族などの異なる人々が、互いの文化的違いを認め合い対等な関係を築こうとしながら、地域社会の構成員として共に生きる多文化共生社会の形成が、今後の日本にとって大きな課題となると唱える研究者であり、日本に住む外国人のための「やさしい日本語」を共通言語とした交流活動を積極的に発信する。
- 日本に暮らす外国人は、1990年代以降大きく増加し、永住資格を取得する者も多く定住化傾向にある昨今の日本。その状況において、各自治体や国の施策について幅広く体系的に、問題点やこれからの役割と望ましい方向性を整理し政策提言を行う。近年、小中学校など教育現場で増える外国人児童の学校生活やその保護者達の暮らしを中長期的に観察し、日本の学校に通う外国人児童や生徒の教育の充実に向け、現在の教育体系の中で子供や教師や保護者がどんな問題を抱え、その問題解決のために、学校・保護者・地域・自治体・企業・国と連携し、今後のあるべき姿について各人の役割について研究を重ねている。

## 来歴
- 横浜市に生まれる。栄光学園中学校・高等学校卒業。在校中は生徒会長とバスケットボール部で活躍。
- 東京大学法学部へ進学し在学中はESSの部長を務め、日米学生会議の副委員長を務める。東京大学(法学士）卒業ののち米国へ留学。コロンビア大学国際公共政策大学院（国際関係論修士）卒業。その後、国際公務員の道を選択し国連開発計画コスタリカ勤務。
- 帰国後明治学院大学国際平和研究所を経て、神奈川大学法学部、明治学院大学法学部、大阪大学、お茶の水女子大学、明治大学政治経済学部、同情報コミュニケーション学部非常勤講師を歴任し、明治大学商学部教授を経て、2008年に多文化共生キャンパスとして中野に新設された国際日本学部 教授。
- ガバナンス研究科（公共政策大学院）や教養デザイン研究科（明治大学大学院　平和・環境領域研究コース）では「国際化政策研究」をも受け持つ。

## 人物
- 6か国語を話す。
- 国連退職後は、南米各地を２年間にわたり鞄一つで冒険。各国のテキスタイルを収集。国連での勤務経験と南米での放浪体験が多文化共生論の学者への原点となる。
- 2012年 - 内閣府から世界で活躍し『日本』を発信する日本人の一人に選出される。国際社会で顕著な活動を行い世界で日本の発信に貢献した業績をもとに外国人プレス関係者により推薦される。英語名：Profiles of "Passion without borders" Japanese.
- 2018年 - 外務大臣表彰を受賞。国際関係のさまざまな分野で活躍し、日本と諸外国との友好親善関係の増進に多大な貢献をし特に顕著な功績のあった個人として、河野太郎外務大臣より外務省 飯倉公館にて賞状を授与され、功績概要は以下の通り。
- 外務省の諮問機関である海外交流審議会の外国人問題作業部会をはじめ，政府や地方自治体の多文化共生施策関連委員等を歴任した。
- 外務省が毎年開催している外国人の受入れと社会統合に関する国際会議に、これまで７回にわたってモデレーターを務めるとともに企画にも大きく寄与した。
- 外国人問題に係る国内の認識を高め，外国人の社会統合の推進に寄与した。

## 活動
- 総務省「多文化共生の推進に関する研究会」座長をはじめ、以下の座長や委員を歴任。
- 経済産業省「ダイバーシティ経営企業１００選運営委員会」委員
- 文化庁「地域日本語教育の総合的な体制づくり推進事業審査委員会」委員
- 厚生労働省「ＩＴ分野の外国人技術者の受入れに関する調査・研究」委員
- 国土交通省「北関東圏における多文化共生の地域づくり検討委員会」委員長
- 外務省「海外交流審議会外国人問題作業部会」委員
- 法務省「出入国管理政策懇談会在留管理専門部会」委員
- 文部科学省「初等中等教育における外国人児童生徒教育の充実のための検討会」委員
- 内閣府「定住外国施策ポータルサイト企画・運営ヒアリング」委員
- 文部科学省「定住外国人の子どもの教育等に関する政策懇談会」委員

## 直近のメディア出演
- BURUTUS　No９４５号（2021/08/15）「やさしい日本語」森崎ウィンさんと対談
- 尾木ママの「NHK ウワサの保護者会」
- 「サンデー毎日・ゼミナール・ラブ」
- 「日経新聞 経済教室」
- 「NHK ニュース7」
- 「NHK 先読み！夕方ニュース」
- 「NHK 視点・論点」
- 「BSフジ LIVE プライムニュース」
- 「TOKYO MX 田村淳の訊きたい放題！」
- 「BS11の報道ライブ インサイドOUT」
- 「BS日テレ 深層NEWS」
- 「NHK 首都圏ネットワーク」
- 「NHKニュース おはよう日本」
- 「週刊エコノミスト」
- 「東洋経済オンライン」「毎日新聞」等があり、過去には「 TBS ここがヘンだよ日本人」等で注目された。

## ゼミの活動
- 山脇ゼミは、地域密着・実践・企業や行政と連携したイベント運営の３つの柱からなるプロジェクトが年度単位で同時に複数動き、社会課題に順応したアイデアを生み出しアグレッシブな活動を行う研究室である。
- 東京2020オリンピック・パラリンピック競技大会に合わせ「ダイバーシティ」「インクルージョン」をテーマにした小学生向けのワークショップや外国人と日本人親子の運動会などのイベントの企画と運営を行っている。また、東京都主催の多文化共生プレゼン大会のプログラム構成とプレゼン発表を行い、例年 優秀な成績をおさめている。社会と官民に学生が深くコミットメントし、多様な角度から多文化共生のまちづくりを行っている。

- 国内外でのフィールドワークでの調査に基づいた行政への政策提言や、国内の大手上場企業のダイバーシティの取り組み事例の研究も幅広く行っている。
- アクティブラーニングを取り入れたゼミナール形式が評判で、学生の自主性に基づいた研究テーマの設定とチーム制での共創と協働を基本にした学生主体の活動であるため学生満足度が高く毎年度応募倍率がとても高い人気の研究室である。
- 毎年夏期には外国のダイバーシテイ事例の調査研究に赴き、2017年度はオランダ政府、2018年度は豪州メルボルン市やヴィクトリア州の多文化大臣 / 財務大臣へのインタビューも行った。
- 2020年６月には、コロナ禍の在日外国人住民に向けて、いち早く「新型コロナウィルス感染症（COVID-19）」および「国民健康保険」に関する情報を“やさしい日本語”で表現した解説動画を制作し発信。

## 著書
- 『自治体職員のためのインターカルチュラル・シティ入門』（欧州評議会、2021年）
- 『新 多文化共生の学校づくりー横浜市の挑戦』（明石書店、2019年）
- 『多文化共生の学校づくり－横浜市立いちょう小学校の挑戦』山脇啓造・横浜市立いちょう小学校編（明石書店、2005年）
- 『歴史の壁を超えて－和解と共生の平和学』内海愛子・山脇啓造編（法律文化社、2004年）
- 『東アジアで生きよう！－経済構想・共生社会・歴史認識』金子勝・藤原帰一・山口二郎編-山脇啓造・柏崎千佳子・近藤敦「多民族国家日本の構想」（岩波書店、2003年）
- 『超過滞在外国人と在留特別許可:岐路に立つ日本の出入国管理政策』駒井洋,渡戸一郎,山脇啓造編(明石書店、2000年)
- 『近代日本と外国人労働者』山脇啓造著（明石書店、1994年）
- 『「韓国併合」前の在日朝鮮人』小松裕・金英達・山脇啓造編（明石書店、1994年）